# Africa Before Dark
Africa Before Dark är en amerikansk animerad kortfilm från 1928 med Kalle Kanin i huvudrollen.

## Handling

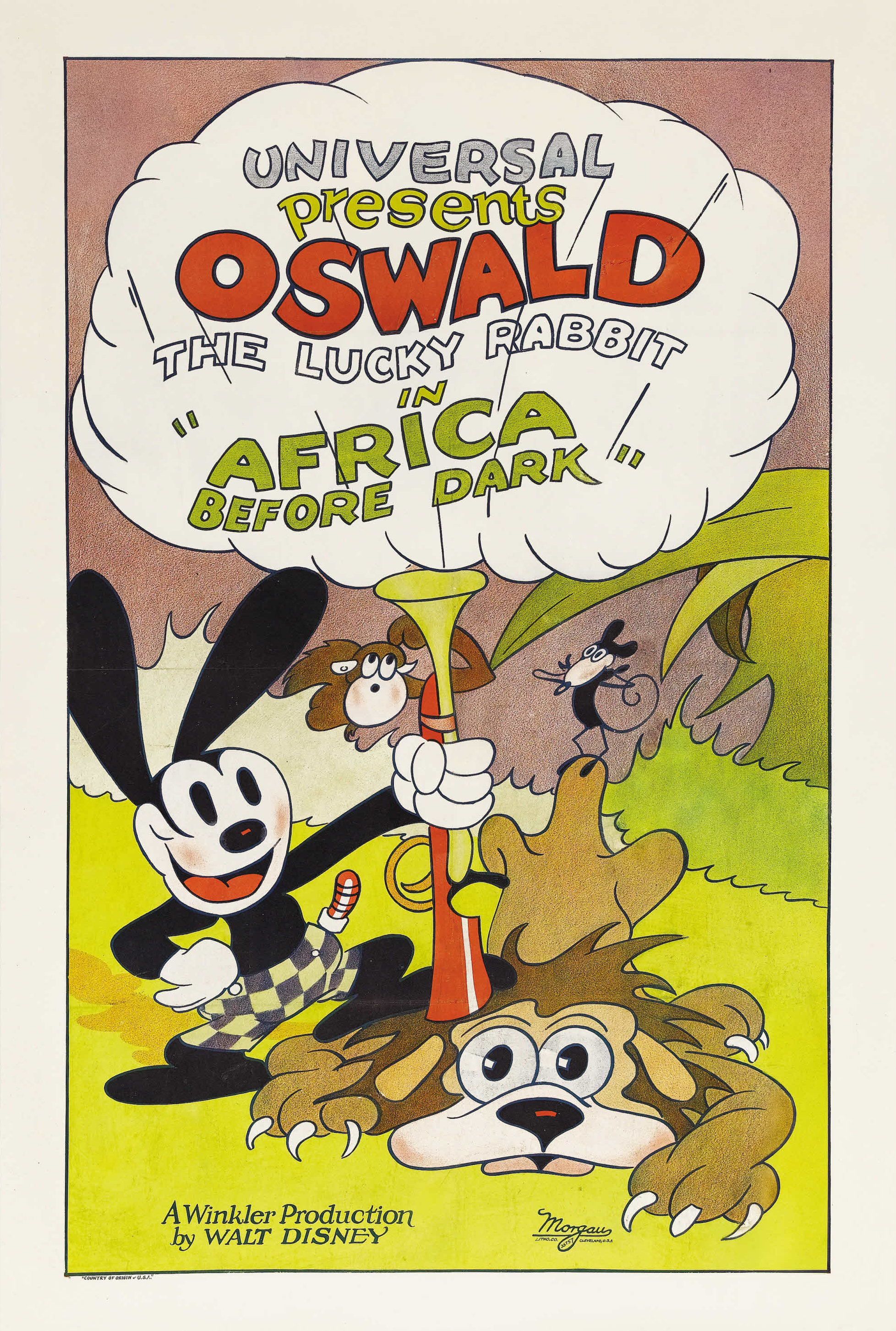
Filmposter

Kalle Kanin har rest till Afrika och blivit jägare. Där träffar han många vilda djur.

## Om filmen
Filmen var från början tänkt att ha titeln Africa After Dark, men ändrades till slut till Africa Before Dark.

### Eftermäle
Filmen, som länge ansågs vara förlorad, återfanns i ett österrikiskt filmarkiv på 2000-talet. Denna kopia hade tyskspråkiga textskyltar. Filmen visades i restaurerad form på en biograf i New York med levande orkester, tillsammans med ytterligare en Kalle Kanin-kortfilm: Poor Papa som kom ut samma år som denna film.
Filmen gavs ut på DVD och Blu-ray 2017, som bonusmaterial till nyutgåvan av Disney-långfilmen Bambi.